# Avenue Paul-Doumer (Rueil-Malmaison)
Pour l’article homonyme, voir Avenue Paul-Doumer.
L'avenue Paul-Doumer est une voie publique de la commune de Rueil-Malmaison, dans le département français des Hauts-de-Seine.

## Situation et accès
Suivant la route départementale 913, elle est orientée du sud-ouest au nord-est. Rencontrant notamment l'avenue Albert-Ier, elle passe ensuite le carrefour du boulevard de l'Hôpital-Stell et de l'avenue du Maréchal-Juin, puis se termine au carrefour du boulevard National.

## Origine du nom

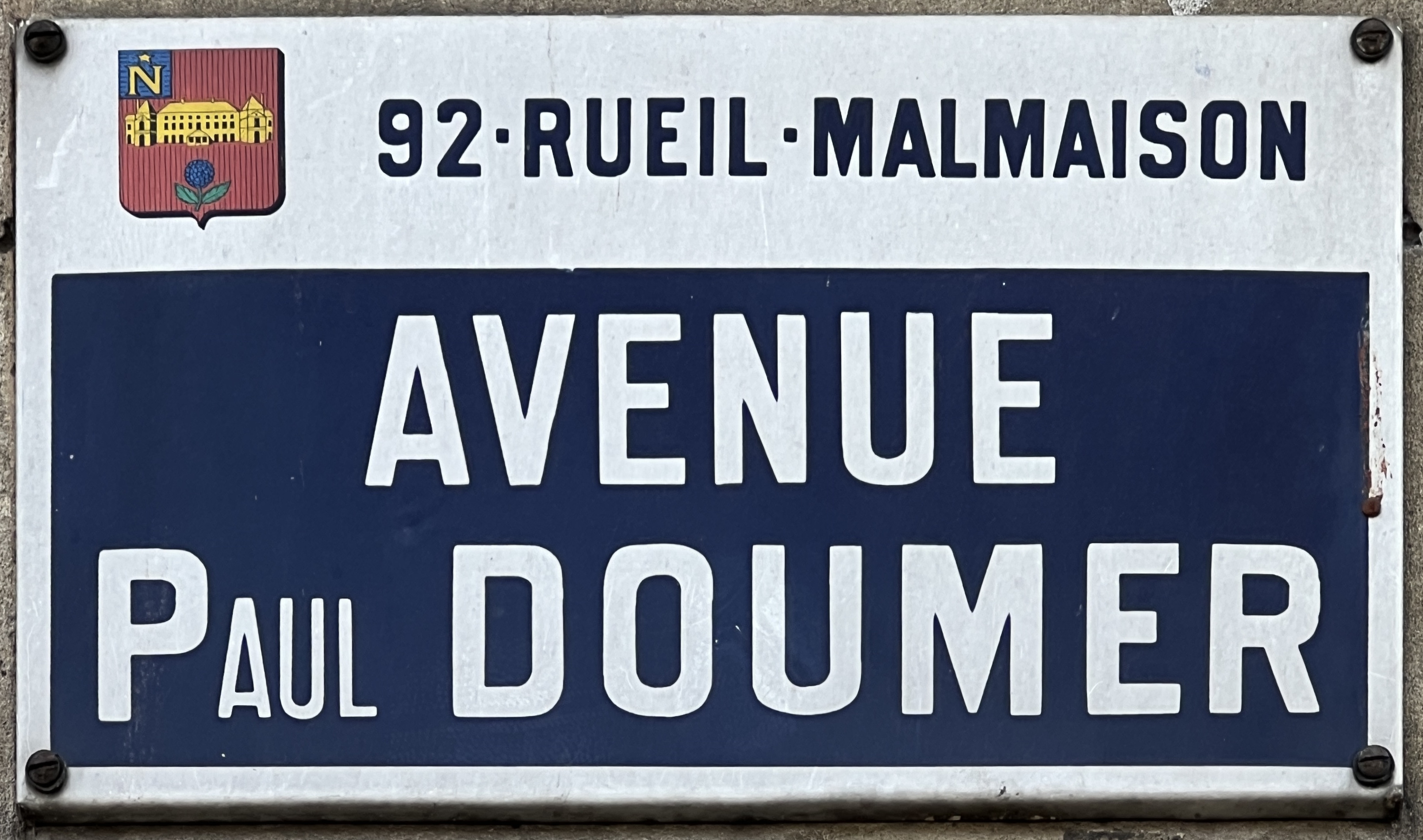
Plaque de l'avenue.

Elle s'appelait autrefois avenue de Paris, comme l'avenue Napoléon-Bonaparte. Elle a été renommée en hommage à Paul Doumer (1857-1932), président de la République française entre 1931 et 1932.

## Historique

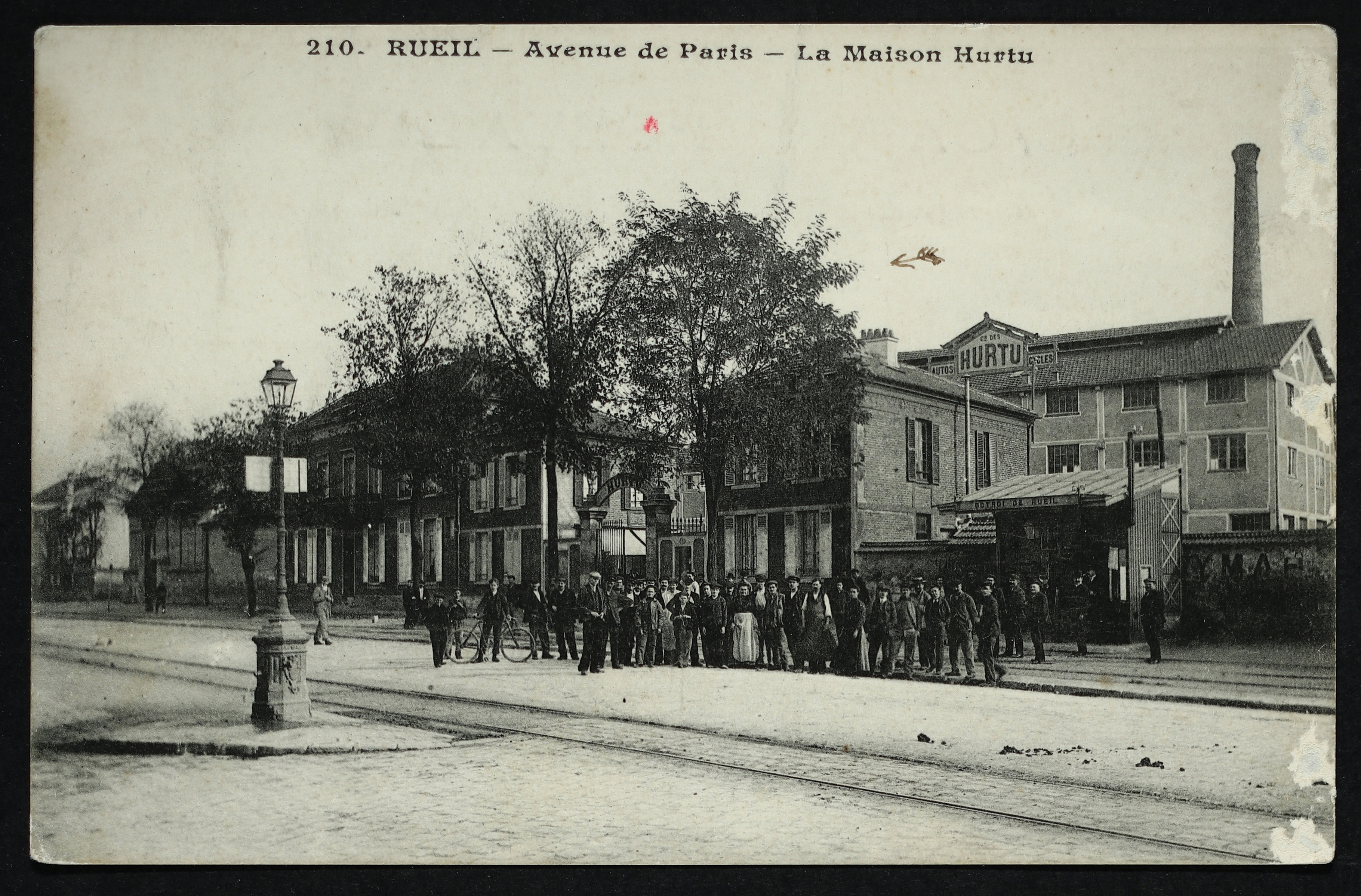
Établissements Hurtu.

Elle est atteinte par la crue de la Seine de 1910.
Des affrontements y eurent lieu le 18 août 1944, lors de la Libération de Paris. Le lendemain, des représailles firent neuf morts.

## Bâtiments remarquables et lieux de mémoire

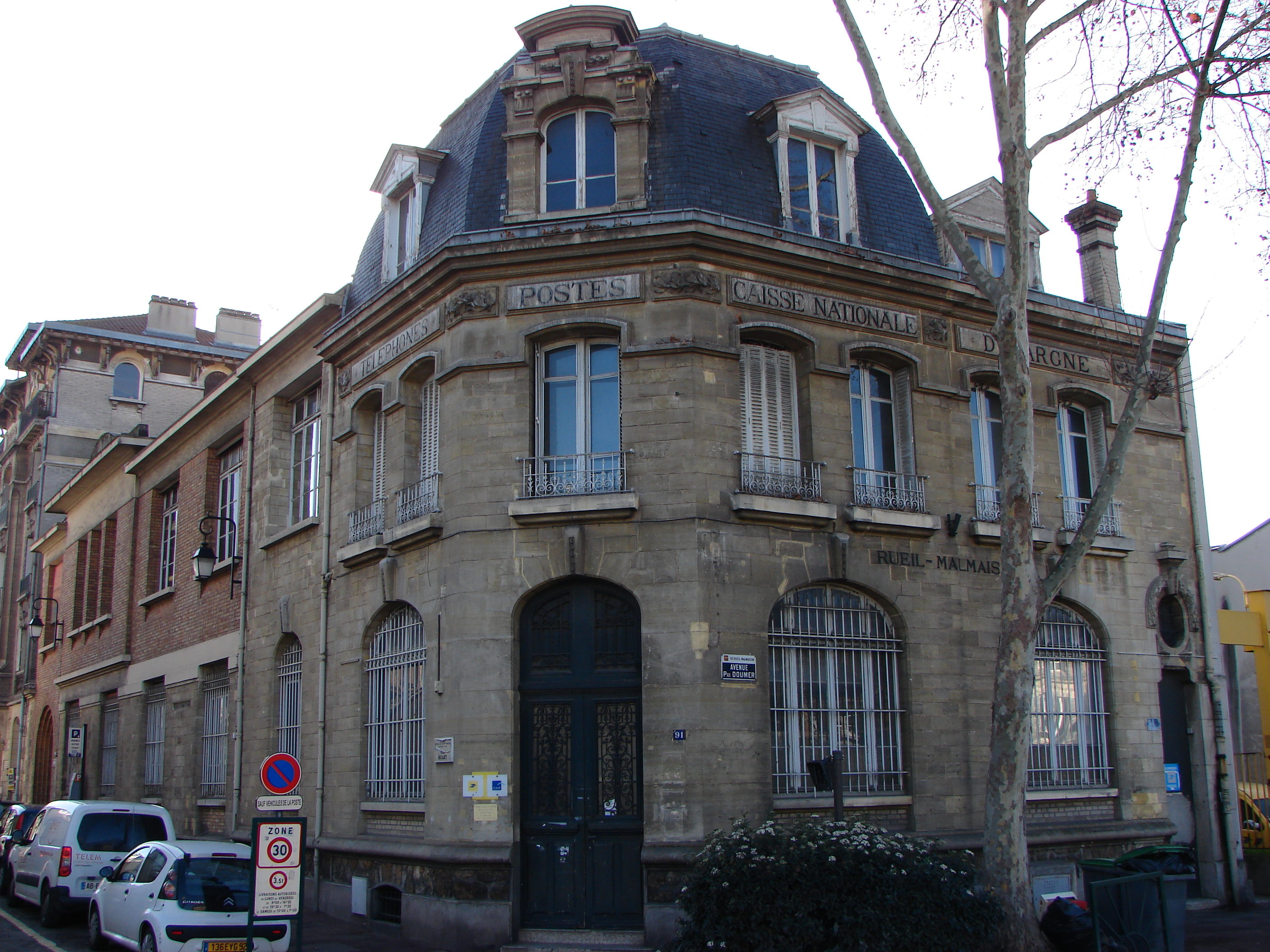
Ancienne poste, au 91.

- Musée des Gardes suisses[4]. Aussi appelé caserne Guynemer, ce bâtiment fut construit en 1756 par Charles Axel Guillaumot.
- Le photographe Eugène Disdéri a vécu au no 200 (auparavant no 120, avenue de Paris), dans une maison ayant faussement appartenu à Nadar[5].
- Parc de l'amitié, jardin public créé en 1977.
- Square Tuck, anciennement square Bad-Soden[6].
- Au no 37, un atelier de carrosserie ouvert en 1936 par Marcel Pourtout, industriel et maire de la ville[7].
- À l'angle de l'avenue de Bois-Préau, un édifice appelé « Les Glycines », érigé par Napoléon, qui fut le pavillon des Officiers d’Ordonnance de l’Impératrice Joséphine[8].
- Au no 32, ateliers des établissements Hurtu, fabricant de machines à coudre, puis de moteurs auxiliaires et d'automobiles[1].